# Municipio de Eldred (condado de Monroe)
El municipio de Eldred  (en inglés: Eldred Township) es un municipio ubicado en el condado de Monroe en el estado estadounidense de Pensilvania. En el año 2000 tenía una población de 2.665 habitantes y una densidad poblacional de 42,3 personas por km².

## Geografía
El municipio de Eldred se encuentra ubicado en las coordenadas 40°52′29″N 75°30′00″O / 40.87472, -75.50000.

## Demografía
Según la Oficina del Censo en 2000 los ingresos medios por hogar en la localidad eran de $42,500 y los ingresos medios por familia eran $46,875. Los hombres tenían unos ingresos medios de $32,500 frente a los $20,811 para las mujeres. La renta per cápita para la localidad era de $18,079. Alrededor del 9,0% de la población estaban por debajo del umbral de pobreza.